# Amphoe Ban Thi

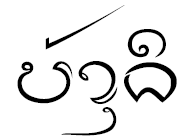
„Ban Thi“ in Lanna-Schrift

Amphoe Ban Thi (Thai อำเภอ บ้านธิ, Aussprache: ʔāmpʰɤ̄ː bâːn tʰíʔ) ist der nördlichste Landkreis (Amphoe – Verwaltungs-Distrikt) der Provinz Lamphun. Die Provinz Lamphun liegt in der Nordregion von Thailand.

## Geographie
Benachbarte Landkreise: Amphoe Mueang Lamphun der Provinz Lamphun im Süden und San Kamphaeng der Provinz Chiang Mai im Norden.
Die Hauptwasserressource des Bezirks ist der Fluss Thi, dem der Kreis auch seinen Namen zu verdanken hat. Er entspringt der Bergkette Mae Thi im Osten von Ban Thi und mündet in den Fluss Mae Kuang, einem Nebenfluss des Mae Nam Ping.

## Geschichte
Ban Hong wurde am 1. April 1990 als „Zweigkreis“ (King Amphoe) gegründet, bestehend aus zwei Tambon, die vom Kreis Mueang Lamphun abgespalten wurden. Am 7. September 1995 erhielt der Unterbezirk den vollen Amphoe-Status.

## Verwaltung

### Provinzverwaltung
Der Landkreis Ban Thi ist in zwei Tambon („Unterbezirke“ oder „Gemeinden“) eingeteilt, die sich weiter in 36 Muban („Dörfer“) unterteilen.
| Nr. | Name     | Thai   | Muban | Einw. |
| --- | -------- | ------ | ----- | ----- |
| 01. | Ban Thi  | บ้านธิ   | 20    | 9.384 |
| 02. | Huai Yap | ห้วยยาบ | 16    | 8.030 |

### Lokalverwaltung
Es gibt eine Kommune mit „Kleinstadt“-Status (Thesaban Tambon) im Landkreis:
- Ban Thi (Thai: เทศบาลตำบลบ้านธิ) bestehend aus dem kompletten Tambon Ban Thi.

Außerdem gibt es eine „Tambon-Verwaltungsorganisation“ (องค์การบริหารส่วนตำบล – Tambon Administrative Organization, TAO)
- Huai Yap (Thai: องค์การบริหารส่วนตำบลห้วยยาบ) bestehend aus dem kompletten Tambon Huai Yap.